# Pomník Karla Jaromíra Erbena v Miletíně

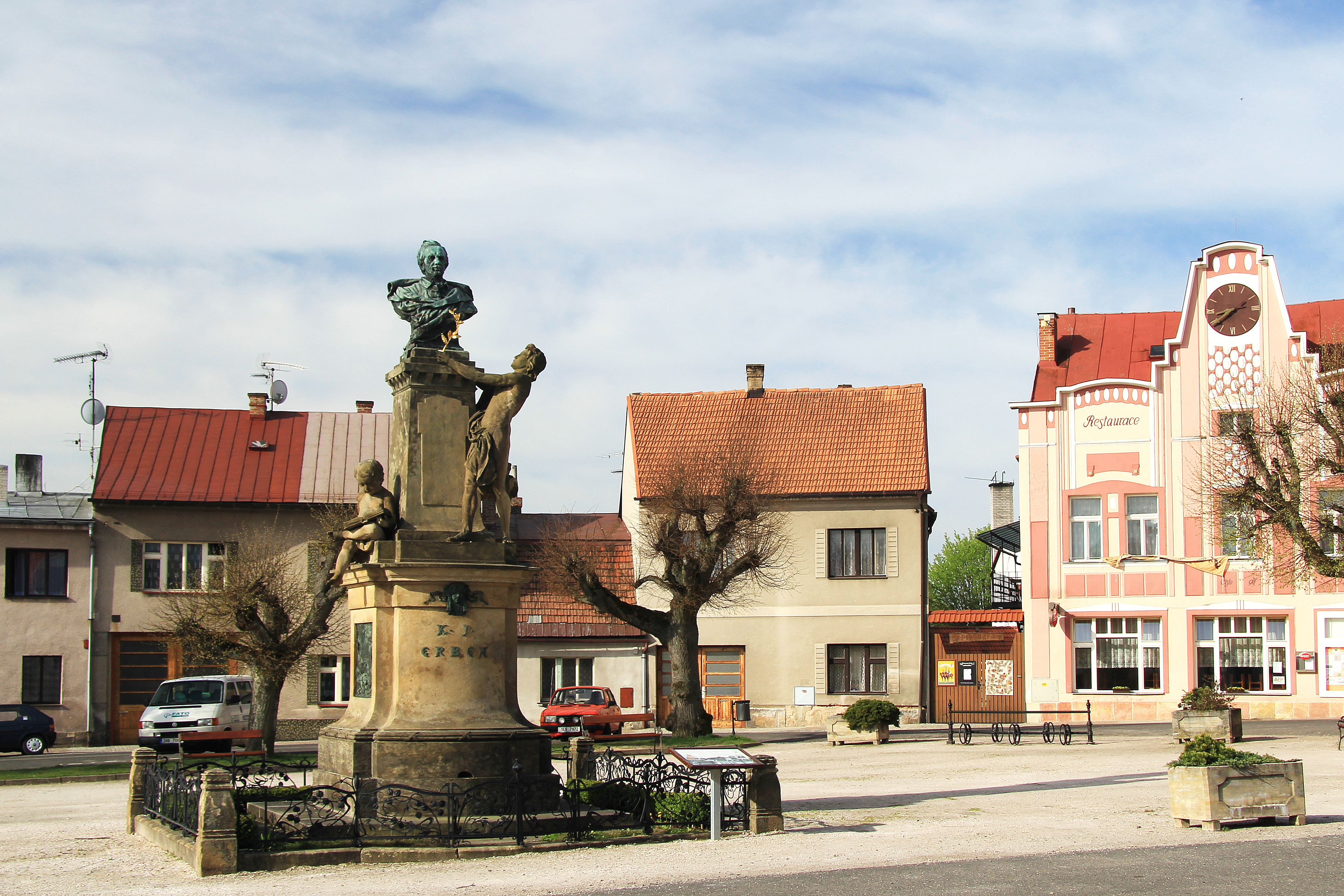
Pomník Karla Jaromíra Erbena

Pomník Karla Jaromíra Erbena v Miletíně byl odhalen v roce 1901 v Miletíně v okrese Jičín v Královéhradeckém kraji, památkově chráněn je od roku 1992.

## Příprava budování pomníku
Snahy o vybudování pomníku se datují do roku 1880, ale nic se nedělo, až v roce 1884 se ustavilo sdružení Komitét pro zřízení pomníku K. J. Erbenovi v Miletíně. Činnost Komitét začal vyvíjet až v novém složení v roce 1887, kdy se předsedou stal místní farář Jan Kamarýt a jednatelem řídící učitel Josef Bidlo. Pod jejich vedením se začalo se systematickým shromažďováním financí na budoucí pomník.
První úspěch bylo odhalení pamětní desky na rodném domě Karla Jaromíra Erbena 22. května 1899. Slavnosti se účastnilo mnoho literátů a politiků. Současně zazněl požadavek na postavení pomníku na miletínském náměstí.
Komitét vypsal na pomník soutěž, sochařských návrhů se shromáždilo dvacet jedna. V rozhodčí komisi, která návrhy posuzovala, zasedl za Uměleckou besedu sochař Bohuslav Schnirch, za Spolek výtvarných umělců Mánes hudební pedagog, malíř a sochař Jan Hilbert Vávra a architekt a ředitel státní průmyslové školy sochařské a keramické v Hořicích Václav Weinzettel. Členy komise byli starosta Miletína František Pečenka a miletínský farář Filip Šubrt. Předsedou byl ustaven starosta František Pečenka.
Na 1. místě se umístil návrh smíchovského sochaře Jindřicha Říhy, na 2. místě návrh Ladislava Šalouna, na 3. místě společný návrh architekta Aloise Dryáka a sochaře Josefa Kvasničky. Všechny návrhy byly vystaveny od 27. 5. do 4. 6. 1900 v Miletíně.
Porota rozhodla, že nejvyšší uměleckou kvalitu má návrh Ladislava Šalouna (plastika byla vysoce hodnocena také soudobou kritikou). Ačkoliv tuto práci porota uznala jako nejlepší, Šalounův návrh rozevlátých postav z Kytice kolem sochy Erbenova poprsí byl shledán příliš odvážným, který by se nehodil do venkovského náměstí. Návrh nebyl vybrán k realizaci jednak z tohoto nekonvenčního důvodu, ale i vzhledem k náročnosti jeho provedení. Svůj návrh pomníku Karla Jaromíra Erbena pro Miletín sochař následně věnoval do hořické sbírky, dnes je k vidění v Městském muzeu a Galerii plastik v Hořících. Rozhodnutí poroty znělo: "Dána přednost solidně provedenému návrhu, řešenému akademicky ve vkusu té doby."
Sochař Jindřich Říha okamžitě zahájil práci, pomník zhotovil za rok.

## Odhalení pomníku
Pomník byl odhalen 28. července 1901. Odhalení pomníku se stalo jednou z největších společenských událostí v dějinách města Miletína.
Celé město bylo slavnostně vyzdobeno, domy byly ověnčeny a ozdobeny vlajkami, již v předvečer slavnosti bylo město slavnostně osvětleno. V předvečer na náměstí účinkovala hudba miletínského Sokola a z náměstí k Erbenovu rodnému domu vyšel průvod s lampióny. Miletínský zpěvácký spolek "Dvořák" zazpíval u rodného domu sbor Františka Pivody "Kde domov můj". Na náměstí se rozzářil ohňostroj.
Hlavní slavnost se uskutečnila následující den. Od ráda procházely městem hudby a budily obyvatele. Pěvecké sbory z města i širokého okolí se shromáždily na okraji města a zkoušely zpívat kantátu. Slavnostní kantátu pro tuto příležitost složil hudební pedagog a hudební skladatel Jan Malát na slova libretisty, novináře a překladatele Karla Kádnera.
Za městem se také řadil průvod spolků a korporací z města, blízkého i vzdáleného okolí. Průvod, hudby a všechny účastníky uvítal ve 12 hodin na náměstí starosta města František Pečenka, hlavním řečníkem byl spisovatel Karel Václav Rais, rodák z nedalekého Bělohradu. Jeho projev udělal hluboký dojem. Následně vystoupil básník, literární historik a ředitel Universitní knihovny ve Vídni Jaroslav Sutnar. Poté jednatel Komitétu MUDr. Oldřich Chmelař pomník předal "do opatrování města" a následoval koncert sborů a hudeb.

## Účastníci slavnosti
Slavnosti se zúčastnilo asi 8000 lidí z města, blízkého i vzdálenějšího okolí.
Přítomny byly obě Erbenovy dcery: Blažena Rezková, manželka historika a ministerského rady na ministerstvu vyučování ve Vídni a Božena Erbenová, učitelka z Prahy. Omluvný dopis poslala z Lomnice nad Popelkou Erbenova manželka Žofie Erbenová s lítostí, že se nemůže ze zdravotních důvodů zúčastnit. Mezi hosty byl autor kantáty Jan Malát, malíř Karel Liebscher, Erbenův přítel a ředitel gymnázia Klempera, spisovatelé František Serafín Procházka, Josef M. Hovorka a František Herites. Za Spolek českých pedagogů byli přítomni profesoři František Bílý a František Stýblo. České museum a Matici českou zastupoval Jaromír Čelakovský, spolek Svatobor Alois Jirásek, zastoupena byla i Měšťanská beseda v Praze. Byli přítomni také poslanci říšského sněmu Josef Černý a J. Jaroš a radní Královského hlavního města Praha MUDr. Moravec. Věnec s nápisem "Zasloužilému archiváři a nesmrtelnému pěvci Rada král. hlavního města Prahy" k pomníku položil právní historik, novinář, archivář, mladočeský politik Jaromír Čelakovský. Další květiny položily deputace měst Dvora Králové nad Labem a Hradce Králové.
Nepřítomní literáti a politici zaslali dopisy (celkem 13) a telegramy (celkem 53). Kromě vdovy Žofie Erbenové zaslal telegram z Malče František Ladislav Rieger se slovy "Ctíti srdečně památku svých géniů je národům povinností ", primátor Král. hlavního města Prahy Vladimír Srb (rodák z Hořic), básník Jaroslav Vrchlický, česká kolonie obyvatel z Korutan, Slovanská beseda ve Vídni a příbuzní Karla Jaromíra Erbena ze Mšena.

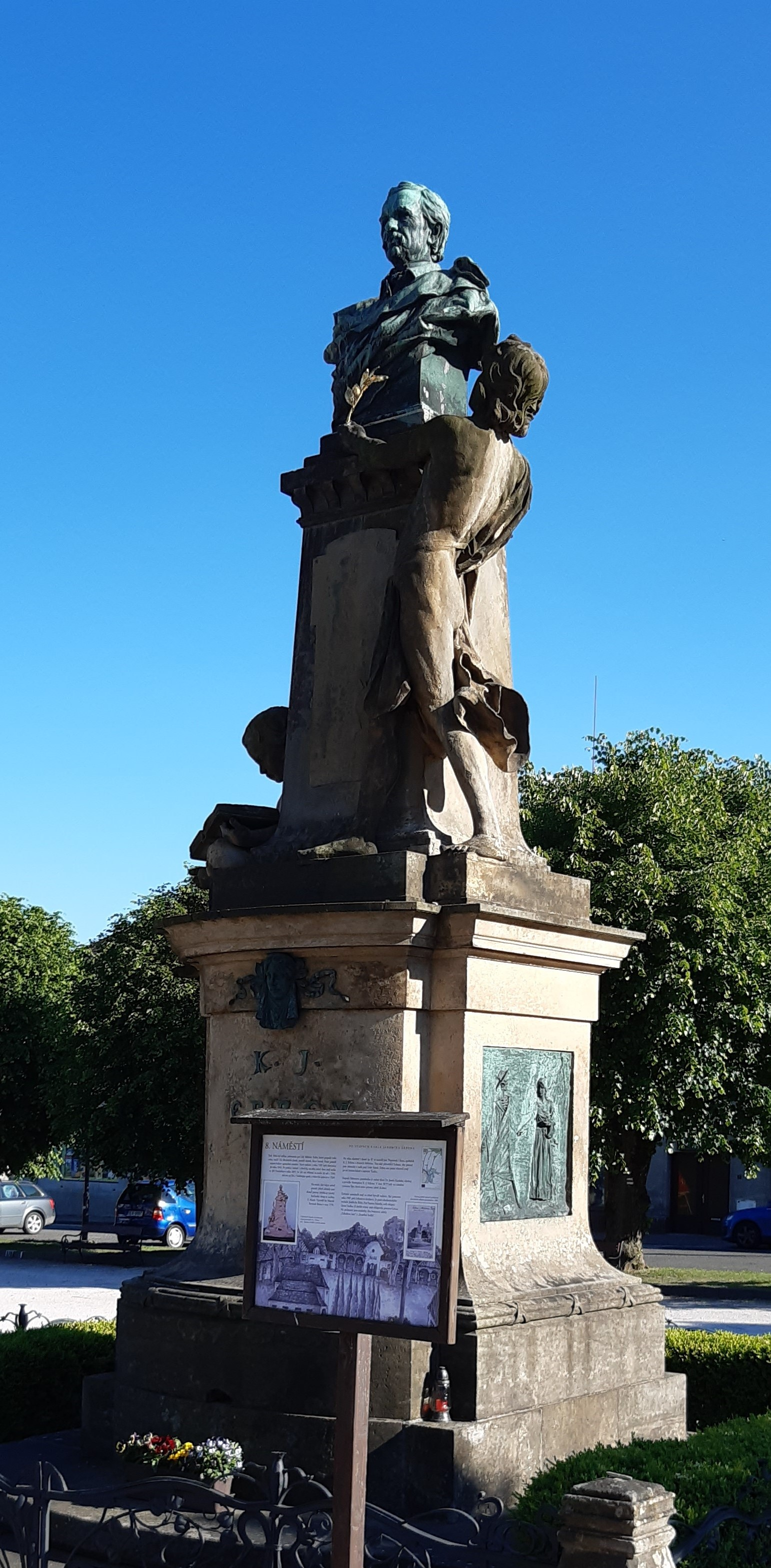
Pomník Karla Jaromíra Erbena na náměstí

## Pomník
Pomník podle návrhu Jindřich Říhy zhotovil kamenický závod v Hořicích – firma B. Rus – za 7000 Kč.
Socha je včetně podstavce vysoká 8 metrů, u Erbenova poprsí stojí chlapecká postava Génia. Zprava podstavce stojí mladý muž, který levou rukou podává pozlacenou vavřínovou ratolest k bronzové bustě K. J. Erbena vysoké ca 120 cm na soklu ze stejného pískovce jako celá socha . Po stranách pomníku jsou bronzové reliéfy s výjevy z Erbenovy Kytice – Svatební košile a Záhořovo lože.
Podstavec sochy je z pískovcových kvádrů. Nad základnou je pás ze svazku prutů svázaných křížem. Korunní římsa podstavce je vpředu vydutá s profilem desek a pásků. Na čelní části podstavce je pod římsou bronzový maskaron dívčí hlavy a pod ním bronzová dekorativní písmena "K. J. ERBEN". Čelně zleva průčelí je bronzový reliéf, na pravé straně podstavce je bronzová deska s reliéfem a signaturou: "J. ŘÍHA 1901".
Na zemi u jejích nohou leží a pravou nohu jí líbá muž zahalený do kožešiny. Zadní strana podstavce má bronzový rám. V dolní části rámu je text "Postaven péčí Družstva Erbenova v Miletíně 1901. Sňat v době poroby v roce 1943 a obnoven v r. 1945".

## Osudy pomníku
V roce 1903 byl pomník doplněn zdobným kováním.
V roce 1943 bylo Erbenovo poprsí a oba bronzové reliéfy zabaveny pro válečné účely, vše bylo zachráněno a uniklo roztavení.
V roce 1945 byla socha vrácena na kamenný podstavec a 16. září 1945 slavnostně představen veřejnosti. Slavnost při této příležitosti nebyla již tak mohutná jako v roce 1901. V předvečer se konala akademie v Sousedském domě, při němž promluvili zástupci Syndikátu českých spisovatelů, Magistrátu hl. m. Prahy a náchodská spisovatelka Sida Volfová. Hlavní projev při odhalení pomníku přednesl literární historik, kritik, editor, pedagog Antonín Grunda. Odpoledne se konal koncert v zámeckém parku, v budově zámku byla výstavka Erbenova díla. Pozdravné telegramy zaslal tehdejší ministr školství a kultury Zdeněk Nejedlý a historik a ředitel Archivu hl. města Prahy profesor Václav Vojtíšek.
V roce 1953 bylo náměstí parkově upraveno a pomník se stal jeho součástí. Byl osazen kamenným obrubníkem, okolní terasy osázeny květinami.
Od roku 2003 je pomník slavnostně osvětlen.